# Рува (Зімбабве)
Рува (англ. Ruwa) - місто на північному сході центральної частини Зімбабве, на території провінції Східний Машоналенд.

## Географія
Розташоване приблизно за 22 км на південний схід від столиці країни, міста Хараре. Абсолютна висота - 1513 метрів над рівнем моря .

## Населення
За даними на 2013 рік чисельність населення становить 44 967 чоловік .
 Динаміка чисельності населення міста по роках: 
| 1992 | 2002  | 2013  |
| ---- | ----- | ----- |
| 1447 | 22038 | 44967 |

## Транспорт
Місто розташоване на автомобільній дорозі й залізниці, що ведуть з Хараре в Мутаре.